# Saad Al Sheeb
Saad Abdullah M. E. Al Sheeb (in arabo سعد الشيب‎?; Doha, 19 febbraio 1990) è un calciatore qatariota, portiere dell'Al-Sadd e della nazionale qatariota.

## Carriera

### Club
Muove i suoi primi passi nella scuola calcio dell'Aspire Academy in Qatar, prima di essere tesserato dall'Al-Sadd con cui nel 2011 vince l'AFC Champions League.

### Nazionale
Esordisce in nazionale il 30 dicembre 2009 in amichevole contro la Corea del Nord. Nel 2019 prende parte alla Coppa d'Asia, vinta dalla selezione qatariota grazie anche al contributo di Saad, che viene nominato miglior portiere del torneo al termine della rassegna.

## Statistiche

### Cronologia presenze e reti in nazionale
| Cronologia completa delle presenze e delle reti in nazionale ― Qatar | Cronologia completa delle presenze e delle reti in nazionale ― Qatar | Cronologia completa delle presenze e delle reti in nazionale ― Qatar | Cronologia completa delle presenze e delle reti in nazionale ― Qatar | Cronologia completa delle presenze e delle reti in nazionale ― Qatar | Cronologia completa delle presenze e delle reti in nazionale ― Qatar | Cronologia completa delle presenze e delle reti in nazionale ― Qatar | Cronologia completa delle presenze e delle reti in nazionale ― Qatar |
| Data                                                                 | Città                                                                | In casa                                                              | Risultato                                                            | Ospiti                                                               | Competizione                                                         | Reti                                                                 | Note                                                                 |
| -------------------------------------------------------------------- | -------------------------------------------------------------------- | -------------------------------------------------------------------- | -------------------------------------------------------------------- | -------------------------------------------------------------------- | -------------------------------------------------------------------- | -------------------------------------------------------------------- | -------------------------------------------------------------------- |
| 30-12-2009                                                           | Doha                                                                 | Qatar                                                                | 0 – 1                                                                | Corea del Nord                                                       | Amichevole                                                           | -1                                                                   |                                                                      |
| 3-3-2010                                                             | Maribor                                                              | Slovenia                                                             | 4 – 1                                                                | Qatar                                                                | Amichevole                                                           | -                                                                    | 81’                                                                  |
| 7-9-2010                                                             | Doha                                                                 | Qatar                                                                | 1 – 1                                                                | Oman                                                                 | Amichevole                                                           | -1                                                                   |                                                                      |
| 12-10-2010                                                           | Doha                                                                 | Qatar                                                                | 1 – 2                                                                | Iraq                                                                 | Amichevole                                                           | -1                                                                   | 46’                                                                  |
| 28-12-2010                                                           | Doha                                                                 | Qatar                                                                | 0 – 0                                                                | Iran                                                                 | Amichevole                                                           | -                                                                    |                                                                      |
| 31-1-2013                                                            | Doha                                                                 | Qatar                                                                | 1 – 0                                                                | Libano                                                               | Amichevole                                                           | -                                                                    | 46’                                                                  |
| 7-3-2013                                                             | Al Rayyan                                                            | Qatar                                                                | 3 – 1                                                                | Egitto                                                               | Amichevole                                                           | -1                                                                   |                                                                      |
| 17-3-2013                                                            | Doha                                                                 | Qatar                                                                | 1 – 0                                                                | Thailandia                                                           | Amichevole                                                           | -                                                                    | 46’                                                                  |
| 22-3-2013                                                            | Riffa                                                                | Bahrein                                                              | 1 – 0                                                                | Qatar                                                                | Qual. Coppa d'Asia 2015                                              | -1                                                                   |                                                                      |
| 24-5-2013                                                            | Doha                                                                 | Qatar                                                                | 3 – 1                                                                | Lettonia                                                             | Amichevole                                                           | -1                                                                   |                                                                      |
| 5-9-2013                                                             | Doha                                                                 | Qatar                                                                | 3 – 0                                                                | Mauritius                                                            | Amichevole                                                           | -                                                                    | 46’                                                                  |
| 9-10-2013                                                            | Doha                                                                 | Qatar                                                                | 1 – 2                                                                | Vietnam                                                              | Amichevole                                                           | -2                                                                   |                                                                      |
| 15-11-2013                                                           | al-'Ayn                                                              | Yemen                                                                | 1 – 4                                                                | Qatar                                                                | Qual. Coppa d'Asia 2015                                              | -1                                                                   |                                                                      |
| 19-11-2013                                                           | Shah Alam                                                            | Malaysia                                                             | 0 – 1                                                                | Qatar                                                                | Qual. Coppa d'Asia 2015                                              | -                                                                    |                                                                      |
| 30-5-2014                                                            | Rieti                                                                | Qatar                                                                | 0 – 0                                                                | Macedonia                                                            | Amichevole                                                           | -                                                                    |                                                                      |
| 14-7-2014                                                            | Al Wakrah                                                            | Qatar                                                                | 2 – 2                                                                | Indonesia                                                            | Amichevole                                                           | -2                                                                   |                                                                      |
| 3-9-2014                                                             | Casablanca                                                           | Marocco                                                              | 0 – 0                                                                | Qatar                                                                | Amichevole                                                           | -                                                                    |                                                                      |
| 9-9-2014                                                             | Doha                                                                 | Qatar                                                                | 0 – 2                                                                | Perù                                                                 | Amichevole                                                           | -2                                                                   | 46’                                                                  |
| 9-10-2014                                                            | Doha                                                                 | Qatar                                                                | 5 – 0                                                                | Libano                                                               | Amichevole                                                           | -                                                                    |                                                                      |
| 27-12-2014                                                           | Doha                                                                 | Qatar                                                                | 3 – 0                                                                | Estonia                                                              | Amichevole                                                           | -                                                                    |                                                                      |
| 30-3-2015                                                            | Doha                                                                 | Qatar                                                                | 1 – 0                                                                | Slovenia                                                             | Amichevole                                                           | -                                                                    |                                                                      |
| 7-8-2016                                                             | Doha                                                                 | Qatar                                                                | 2 – 1                                                                | Iraq                                                                 | Amichevole                                                           | -1                                                                   | 46’                                                                  |
| 29-9-2016                                                            | Doha                                                                 | Qatar                                                                | 3 – 0                                                                | Serbia                                                               | Amichevole                                                           | -                                                                    |                                                                      |
| 6-10-2016                                                            | Suwon                                                                | Corea del Sud                                                        | 3 – 2                                                                | Qatar                                                                | Qual. Mondiali 2018                                                  | -3                                                                   |                                                                      |
| 11-10-2016                                                           | Doha                                                                 | Qatar                                                                | 1 – 0                                                                | Siria                                                                | Qual. Mondiali 2018                                                  | -                                                                    |                                                                      |
| 10-11-2016                                                           | Doha                                                                 | Qatar                                                                | 2 – 1                                                                | Russia                                                               | Amichevole                                                           | -1                                                                   |                                                                      |
| 15-11-2016                                                           | Kunming                                                              | Cina                                                                 | 0 – 0                                                                | Qatar                                                                | Qual. Mondiali 2018                                                  | -                                                                    | 85’                                                                  |
| 17-1-2017                                                            | Doha                                                                 | Qatar                                                                | 1 – 1                                                                | Moldavia                                                             | Amichevole                                                           | -1                                                                   | 46’                                                                  |
| 9-3-2017                                                             | Doha                                                                 | Qatar                                                                | 1 – 2                                                                | Azerbaigian                                                          | Amichevole                                                           | -2                                                                   |                                                                      |
| 23-3-2017                                                            | Doha                                                                 | Qatar                                                                | 0 – 1                                                                | Iran                                                                 | Qual. Mondiali 2018                                                  | -1                                                                   |                                                                      |
| 28-3-2017                                                            | Tashkent                                                             | Uzbekistan                                                           | 1 – 0                                                                | Qatar                                                                | Qual. Mondiali 2018                                                  | -1                                                                   |                                                                      |
| 6-6-2017                                                             | Doha                                                                 | Qatar                                                                | 2 – 2                                                                | Corea del Nord                                                       | Amichevole                                                           | -2                                                                   |                                                                      |
| 13-6-2017                                                            | Doha                                                                 | Qatar                                                                | 3 – 2                                                                | Corea del Sud                                                        | Qual. Mondiali 2018                                                  | -2                                                                   |                                                                      |
| 31-8-2017                                                            | Malacca                                                              | Siria                                                                | 3 – 1                                                                | Qatar                                                                | Qual. Mondiali 2018                                                  | -3                                                                   |                                                                      |
| 5-9-2017                                                             | Doha                                                                 | Qatar                                                                | 1 – 2                                                                | Cina                                                                 | Qual. Mondiali 2018                                                  | -2                                                                   |                                                                      |
| 11-11-2017                                                           | Doha                                                                 | Qatar                                                                | 0 – 1                                                                | Rep. Ceca                                                            | Amichevole                                                           | -1                                                                   |                                                                      |
| 14-11-2017                                                           | Doha                                                                 | Qatar                                                                | 1 – 1                                                                | Islanda                                                              | Amichevole                                                           | -1                                                                   |                                                                      |
| 14-12-2017                                                           | Doha                                                                 | Qatar                                                                | 1 – 2                                                                | Liechtenstein                                                        | Amichevole                                                           | -2                                                                   |                                                                      |
| 23-12-2017                                                           | Al Kuwait                                                            | Qatar                                                                | 4 – 0                                                                | Yemen                                                                | Coppa delle nazioni del Golfo 2017 - 1º turno                        | -                                                                    |                                                                      |
| 26-12-2017                                                           | Al Kuwait                                                            | Iraq                                                                 | 2 – 1                                                                | Qatar                                                                | Coppa delle nazioni del Golfo 2017 - 1º turno                        | -2                                                                   |                                                                      |
| 29-12-2017                                                           | Al Kuwait                                                            | Qatar                                                                | 1 – 1                                                                | Bahrein                                                              | Coppa delle nazioni del Golfo 2017 - 1º turno                        | -1                                                                   |                                                                      |
| 21-3-2018                                                            | Bassora                                                              | Iraq                                                                 | 2 – 3                                                                | Qatar                                                                | Amichevole                                                           | -2                                                                   | 84’                                                                  |
| 19-11-2018                                                           | Eupen                                                                | Islanda                                                              | 2 – 2                                                                | Qatar                                                                | Amichevole                                                           | -2                                                                   |                                                                      |
| 23-12-2018                                                           | Doha                                                                 | Qatar                                                                | 2 – 0                                                                | Giordania                                                            | Amichevole                                                           | -                                                                    |                                                                      |
| 27-12-2018                                                           | Doha                                                                 | Qatar                                                                | 0 – 1                                                                | Algeria                                                              | Amichevole                                                           | -1                                                                   |                                                                      |
| 31-12-2018                                                           | Doha                                                                 | Qatar                                                                | 1 – 2                                                                | Iran                                                                 | Amichevole                                                           | -2                                                                   |                                                                      |
| 9-1-2019                                                             | al-'Ayn                                                              | Qatar                                                                | 2 – 0                                                                | Libano                                                               | Coppa d'Asia 2019 - 1º turno                                         | -                                                                    |                                                                      |
| 13-1-2019                                                            | al-'Ayn                                                              | Corea del Nord                                                       | 0 – 6                                                                | Qatar                                                                | Coppa d'Asia 2019 - 1º turno                                         | -                                                                    |                                                                      |
| 17-1-2019                                                            | Abu Dhabi                                                            | Arabia Saudita                                                       | 0 – 2                                                                | Qatar                                                                | Coppa d'Asia 2019 - 1º turno                                         | -                                                                    |                                                                      |
| 22-1-2019                                                            | Abu Dhabi                                                            | Qatar                                                                | 1 – 0                                                                | Iraq                                                                 | Coppa d'Asia 2019 - Ottavi di finale                                 | -                                                                    |                                                                      |
| 25-1-2019                                                            | Abu Dhabi                                                            | Corea del Sud                                                        | 0 – 1                                                                | Qatar                                                                | Coppa d'Asia 2019 - Quarti di finale                                 | -                                                                    |                                                                      |
| 29-1-2019                                                            | Abu Dhabi                                                            | Qatar                                                                | 4 – 0                                                                | Emirati Arabi Uniti                                                  | Coppa d'Asia 2019 - Semifinale                                       | -                                                                    |                                                                      |
| 1-2-2019                                                             | Abu Dhabi                                                            | Giappone                                                             | 1 – 3                                                                | Qatar                                                                | Coppa d'Asia 2019 - Finale                                           | -1                                                                   |                                                                      |
| 6-6-2019                                                             | Brasilia                                                             | Brasile                                                              | 2 – 0                                                                | Qatar                                                                | Amichevole                                                           | -2                                                                   |                                                                      |
| 16-6-2019                                                            | Rio de Janeiro                                                       | Paraguay                                                             | 2 – 2                                                                | Qatar                                                                | Coppa America 2019 - 1º turno                                        | -2                                                                   |                                                                      |
| 19-6-2019                                                            | San Paolo                                                            | Colombia                                                             | 1 – 0                                                                | Qatar                                                                | Coppa America 2019 - 1º turno                                        | -1                                                                   |                                                                      |
| 23-6-2019                                                            | Porto Alegre                                                         | Qatar                                                                | 0 – 2                                                                | Argentina                                                            | Coppa America 2019 - 1º turno                                        | -2                                                                   |                                                                      |
| 5-9-2019                                                             | Doha                                                                 | Qatar                                                                | 6 – 0                                                                | Afghanistan                                                          | Qual. Mondiali 2022                                                  | -                                                                    |                                                                      |
| 10-9-2019                                                            | Doha                                                                 | Qatar                                                                | 0 – 0                                                                | India                                                                | Qual. Mondiali 2022                                                  | -                                                                    |                                                                      |
| 10-10-2019                                                           | Dacca                                                                | Bangladesh                                                           | 0 – 2                                                                | Qatar                                                                | Qual. Mondiali 2022                                                  | -                                                                    |                                                                      |
| 15-10-2019                                                           | Al Wakrah                                                            | Qatar                                                                | 2 – 1                                                                | Oman                                                                 | Qual. Mondiali 2022                                                  | -1                                                                   |                                                                      |
| 19-11-2019                                                           | Dušanbe                                                              | Afghanistan                                                          | 0 – 1                                                                | Qatar                                                                | Qual. Mondiali 2022                                                  | -                                                                    |                                                                      |
| 26-11-2019                                                           | Doha                                                                 | Qatar                                                                | 1 – 2                                                                | Iraq                                                                 | Coppa delle nazioni del Golfo 2019 - 1º turno                        | -2                                                                   |                                                                      |
| 29-11-2019                                                           | Doha                                                                 | Yemen                                                                | 0 – 6                                                                | Qatar                                                                | Coppa delle nazioni del Golfo 2019 - 1º turno                        | -                                                                    |                                                                      |
| 2-12-2019                                                            | Doha                                                                 | Qatar                                                                | 4 – 2                                                                | Emirati Arabi Uniti                                                  | Coppa delle nazioni del Golfo 2019 - 1º turno                        | -2                                                                   | 31’                                                                  |
| 5-12-2019                                                            | Al Wakrah                                                            | Arabia Saudita                                                       | 1 – 0                                                                | Qatar                                                                | Coppa delle nazioni del Golfo 2019 - Semifinale                      | -1                                                                   |                                                                      |
| 12-10-2020                                                           | Adalia                                                               | Ghana                                                                | 5 – 1                                                                | Qatar                                                                | Amichevole                                                           | -1                                                                   | 55’                                                                  |
| 24-3-2021                                                            | Debrecen                                                             | Qatar                                                                | 1 – 0                                                                | Lussemburgo                                                          | Amichevole                                                           | -                                                                    | 76’                                                                  |
| 27-3-2021                                                            | Debrecen                                                             | Qatar                                                                | 2 – 1                                                                | Azerbaigian                                                          | Amichevole                                                           | -1                                                                   |                                                                      |
| 30-3-2021                                                            | Debrecen                                                             | Qatar                                                                | 1 – 1                                                                | Irlanda                                                              | Amichevole                                                           | -1                                                                   |                                                                      |
| 3-6-2021                                                             | Doha                                                                 | Qatar                                                                | 1 – 0                                                                | India                                                                | Qual. Mondiali 2022                                                  | -                                                                    |                                                                      |
| 7-6-2021                                                             | Doha                                                                 | Qatar                                                                | 1 – 0                                                                | Oman                                                                 | Qual. Mondiali 2022                                                  | -                                                                    |                                                                      |
| 1-9-2021                                                             | Debrecen                                                             | Qatar                                                                | 0 – 4                                                                | Serbia                                                               | Amichevole                                                           | -4                                                                   |                                                                      |
| 9-10-2021                                                            | Loulé                                                                | Portogallo                                                           | 3 – 0                                                                | Qatar                                                                | Amichevole                                                           | -3                                                                   |                                                                      |
| 11-11-2021                                                           | Belgrado                                                             | Serbia                                                               | 4 – 0                                                                | Qatar                                                                | Amichevole                                                           | -4                                                                   |                                                                      |
| 30-11-2021                                                           | Al Khawr                                                             | Qatar                                                                | 1 – 0                                                                | Bahrein                                                              | Coppa araba FIFA 2021 - 1º turno                                     | -                                                                    |                                                                      |
| 3-12-2021                                                            | Doha                                                                 | Oman                                                                 | 1 – 2                                                                | Qatar                                                                | Coppa araba FIFA 2021 - 1º turno                                     | -1                                                                   |                                                                      |
| 10-12-2021                                                           | Al Khawr                                                             | Qatar                                                                | 5 – 0                                                                | Emirati Arabi Uniti                                                  | Coppa araba FIFA 2021 - Quarti di finale                             | -                                                                    |                                                                      |
| 15-12-2021                                                           | Doha                                                                 | Qatar                                                                | 1 – 2                                                                | Algeria                                                              | Coppa araba FIFA 2021 - Semifinale                                   | -2                                                                   |                                                                      |
| 29-3-2022                                                            | Al Rayyan                                                            | Qatar                                                                | 0 – 0                                                                | Slovenia                                                             | Amichevole                                                           | -                                                                    | Cap.                                                                 |
| 20-8-2022                                                            | Wiener Neustadt                                                      | Qatar                                                                | 2 – 2                                                                | Marocco                                                              | Amichevole                                                           | -2                                                                   |                                                                      |
| 23-9-2022                                                            | Vienna                                                               | Qatar                                                                | 0 – 2                                                                | Canada                                                               | Amichevole                                                           | -2                                                                   | Cap.                                                                 |
| 13-10-2022                                                           | Marbella                                                             | Nicaragua                                                            | 1 – 2                                                                | Qatar                                                                | Amichevole                                                           | -1                                                                   |                                                                      |
| 9-11-2022                                                            | Marbella                                                             | Qatar                                                                | 1 – 0                                                                | Albania                                                              | Amichevole                                                           | -                                                                    | Cap.                                                                 |
| 20-11-2022                                                           | Al Khawr                                                             | Qatar                                                                | 0 – 2                                                                | Ecuador                                                              | Mondiali 2022 - 1º turno                                             | -2                                                                   | 15’                                                                  |
| 31-12-2023                                                           | Doha                                                                 | Qatar                                                                | 3 – 0                                                                | Cambogia                                                             | Amichevole                                                           | -                                                                    | 46’                                                                  |
| 12-9-2023                                                            | Al Wakrah                                                            | Qatar                                                                | 1 – 1                                                                | Russia                                                               | Amichevole                                                           | -1                                                                   | 46’                                                                  |
| 22-1-2024                                                            | Doha                                                                 | Qatar                                                                | 1 – 0                                                                | Cina                                                                 | Coppa d'Asia 2023 - 1º turno                                         | -                                                                    | Cap. 46’                                                             |
| 6-6-2024                                                             | Al-Hasa                                                              | Afghanistan                                                          | 0 – 0                                                                | Qatar                                                                | Qual. Mondiali 2026                                                  | -                                                                    | Cap.                                                                 |
| Totale                                                               |                                                                      | Presenze                                                             | 89                                                                   |                                                                      | Reti                                                                 | -85                                                                  |                                                                      |

## Palmarès

### Club

#### Competizioni nazionali
- Campionato qatariota: 5

Al-Sadd: 2012-2013, 2018-2019, 2020-2021, 2021-2022, 2024-2025
- Coppa dell'Emiro del Qatar: 5

Al-Sadd: 2013-2014, 2014-2015, 2016-2017, 2019-2020, 2020-2021
- Coppa del Qatar: 4

Al-Sadd: 2008, 2017, 2020, 2021
- Coppa dello Sceicco Jassem: 3

Al-Sadd: 2014, 2017, 2019
- Coppa delle Stelle del Qatar: 2

Al-Sadd: 2010, 2019-2020

#### Competizioni internazionali
- AFC Champions League: 1

Al-Sadd: 2011

### Nazionale
- WAFF Championship: 1

Qatar 2013
- Coppa delle Nazioni del Golfo: 1

Arabia Saudita 2014
- Coppa d'Asia: 2

Emirati Arabi Uniti 2019, Qatar 2023

### Individuale
- Miglior portiere della Coppa d'Asia: 1

Emirati Arabi Uniti 2019